# المپیک تابستانی ۱۹۵۲
المپیک تابستانی ۱۹۵۲ (در انگلیسی: Games of the XV Olympiad) که به‌طور رسمی با نام «بازی‌های المپیاد پانزدهم» شناخته می‌شود، از ۱۹ ژوئیه تا ۳ اوت ۱۹۵۲ میلادی در شهر هلسینکی در کشور فنلاند و با حضور ۴٬۹۵۵ ورزشکار زن و مرد از ۶۹ کشور جهان و در ۱۷ رشته ورزشی برگزار شد.

## انتخاب میزبان
کاندیداها:
1. هلسینکی-فنلاند
2. آمستردام-پادشاهی هلند{برای دومین بار}
3. مینیاپولیس-ایالات متحده آمریکا
4. دیترویت-ایالات متحده آمریکا
5. شیکاگو-ایالات متحده آمریکا
6. فیلادلفیا-ایالات متحده آمریکا
7. لس آنجلس-ایالات متحده آمریکا{برای دومین بار}

انتخاب: هلسینکی
محل رای گیری: استکهلم-سوئد

## ورزش‌ها
- ورزش‌های آبی
  -  شیرجه (۴)
  -  شنا (۱۱)
  -  واترپلو (۱)
- دو و میدانی (۳۳)
- بسکتبال (۱)
- بوکس (۱۰)
- قایق‌رانی (۹)
- دوچرخه‌سواری
  - جاده (۲)
  - پیست (۴)
- سوارکاری
  - درساژ (۲)
  - ایونتینگ (۲)
  - پرش با اسب (2)
- شمشیربازی (۷)
- هاکی روی چمن (۱)
- فوتبال (۱)
- ژیمناستیک (۱۵)
- پنج‌گانه مدرن (۲)
- روئینگ (۷)
- قایقرانی بادبانی (۵)
- تیراندازی (۷)
- وزنه‌برداری (۷)
- کشتی
  - آزاد (۸)
  - فرنگی (۸)

### ورزش‌های غیررسمی
- هندبال
- پساپالو

| - آرژانتین (۱۲۳) - استرالیا (۸۷) - اتریش (۱۱۲) - باهاما (۷) - بلژیک (۱۳۵) - برمودا (۶) - برزیل (۹۷) - بلغارستان (۶۳) - میانمار (۵) - کانادا (۱۰۷) - سیلان (۵) - شیلی (۵۹) - چین (۱) - کوبا (۲۹) - چکسلواکی (۹۹) - دانمارک (۱۲۹) - مصر (۱۰۶) - فنلاند (۲۵۸) (میزبان) - فرانسه (۲۴۵) - آلمان (۲۰۵) - غنا (۷) - بریتانیای کبیر (۲۵۷) - یونان (۵۳) - گواتمالا (۲۱) - گویان (۱) - هنگ کنگ (۴) - مجارستان (۱۸۹) - ایسلند (۹) - هند (۶۹) - اندونزی (۳) - ایران (۲۲) - ایرلند (۱۹) - اسرائیل (۲۶) - ایتالیا (۲۳۱) - جامائیکا (۸) - ژاپن (۶۹) - لبنان (۹) - لیختن‌اشتاین (۲) - لوکزامبورگ (۴۴) - مکزیک (۶۴) - موناکو (۸) - هلند (۱۰۴) - آنتیل هلند (۱۱) - نیوزیلند (۱۵) - نیجریه (۹) - نروژ (۱۰۲) - پاکستان (۳۸) - پاناما (۱) - فیلیپین (۲۵) - لهستان (۱۲۵) - پرتغال (۷۱) - پورتوریکو (۲۱) - رومانی (۱۱۴) - زار (۳۶) - سنگاپور (۵) - آفریقای جنوبی (۶۴) - کره جنوبی (۱۹) - اتحاد شوروی (۲۹۵) - اسپانیا (۳۰) - سوئد (۲۰۶) - سوئیس (۱۵۷) - تایلند (۸) - ترینیداد و توباگو (۲) - ترکیه (۵۱) - ایالات متحده آمریکا (۲۸۶) - اروگوئه (۳۲) - ونزوئلا (۳۸) - ویتنام (۸) - یوگسلاوی (۹۶) |

## جدول مدال‌ها
| رتبه | کشورها              | طلا | نقره | برنز | مجموع |
| 1    | ایالات متحده آمریکا | ۴۰  | ۱۹   | ۱۷   | ۷۶    |
| 2    | اتحاد شوروی         | ۲۲  | ۳۰   | ۱۹   | ۷۱    |
| 3    | مجارستان            | ۱۶  | ۱۰   | ۱۶   | ۴۲    |
| 4    | سوئد                | ۱۲  | ۱۳   | ۱۰   | ۳۵    |
| 5    | ایتالیا             | ۸   | ۹    | ۴    | ۲۱    |
| 6    | چکسلواکی            | ۷   | ۳    | ۳    | ۱۳    |
| 7    | فرانسه              | ۶   | ۶    | ۶    | ۱۸    |
| 8    | فنلاند (میزبان)     | ۶   | ۳    | ۱۳   | ۲۲    |
| 9    | استرالیا            | ۶   | ۲    | ۳    | ۱۱    |
| 10   | نروژ                | ۳   | ۲    | ۰    | ۵     |